# Алессандро Валеріо
Алессандро Валеріо (італ. Alessandro Valerio, 18 травня 1881 — 30 травня 1955) — італійський вершник.
Срібний призер Олімпійських Ігор 1920 року в індивідуальному конкурі.